# Frane Duplančić
Frane Duplančić Kota  (Split, 26. ožujka 1921. – Split, 1. studenog 2003.), splitski nogometaš koji je igrao sredinom 20. stoljeća. Bio je predratni junior Hajduka, igrao na poziciji lijevog beka.
U prvoj momčadi nije puno nastupao, jer je tu poziciju pokrivao tada neprikosnoveni Jozo Matošić. 
 Rat mu prekida karijeru, no kao bivši junior dobiva poziv i prikljućuje se 1944. obnovljenom Hajduku na otoku Visu. Nastupa na tadašnjim susretima po Italiji, Malti i drugdje. S Hajdukom dočekuje i konac rata. 
 Za hajduk ima zabilježenih svega 8 prijateljskih nastupa, i nijedne službene. Nakon rata igra u splitskom nogometnom klubu Mornar. 
 Potom nastupa za nogometne klubove Elektra i Izolator koji su bili klubovi radnih kolektiva. 
 Igrao je potom i u Arsenalu - klubu koji je to ime nosio od 1951. – 1953. da bi potom promijenio (vratio) svoje starije ime RNK Split.
Statistika u Hajduku
| Natjecanje        | Nastupi | Zgoditci |
| ----------------- | ------- | -------- |
| Prvenstvo         | 0       | 0        |
| Kup               | 0       | 0        |
| Superkup          | 0       | 0        |
| Međunarodne       | 0       | 0        |
| Splitski podsavez | 0       | 0        |
| Ukupno            | 0       | 0        |
| Prijateljske      | 8       | 0        |
| Sveukupno         | 8       | 0        |